# Sci alpinismo ai IX Giochi asiatici invernali
Le competizioni di Sci alpinismo ai IX Giochi asiatici invernali si sono svolte dal 9 al 12 febbraio 2024 allo Yabuli Ski Resor di Harbin, in Cina.

## Podi

### Uomini
| Evento            | Oro    | Argento        | Bronzo   |
| Sprint (dettagli) | Buluer | Zhang Chenghao | Bi Yuxin |

### Donne
| Evento            | Oro          | Argento     | Bronzo         |
| Sprint (dettagli) | Cidan Yuzhen | Yu Jingxuan | Suolang Quzhen |

### Gare miste
| Evento                     | Oro                      | Argento                   | Bronzo                          |
| Staffetta mista (dettagli) | Cina Cidan Yuzhen Buluer | Cina Yu Jingxuan Bi Yuxin | Cina Suolang Quzhen Liu Jianbin |

## Medagliere
| Posiz. | Nazione | Oro | Argento | Bronzo | Totale |
| ------ | ------- | --- | ------- | ------ | ------ |
| 1      | Cina    | 3   | 3       | 3      | 9      |
| Totale | Totale  | 3   | 3       | 3      | 9      |